# Anoushka Shankar
Anoushka Shankar (Londres, 9 de junho de 1981) é sitarista (ver Sitar) e compositora britânica de origem indiana.  É filha de Ravi Shankar, sitarista indiano, e Sukanya Shankar.  É meia-irmã, por parte de pai, de Norah Jones, vencedora de oito Grammy Award.

## Biografia
Aos oito anos de idade, o seu pai iniciou-a no sitar (não confundir com cítara, que é outro instrumento de cordas). Deu o seu primeiro espetáculo público aos treze anos de idade em Nova Deli. Desde então, tornou-se uma sitarista mundialmente reconhecida. O seu nome é uma homenagem a uma grande amiga da família, Anne Pennington, e a versão russa do nome foi em consequência da popularidade da atriz Anoushka Hempel na ocasião.
Após sua mãe se reencontrar com Ravi Shankar, Anoushka viveu desde os sete anos de idade em Encinitas, Califórnia, nos EUA, onde deu vários concertos de caridade. Graduou-se na escola secundária local.
Num documentário da estação pública americana PBS, Anoushka explicou que foi assim que ganhou o seu sotaque americano que, segundo ela, os seus fãs indianos acham “engraçado”.
Em 1998, Anoushka tocou num jantar de gala para convidados, entre os quais fazia parte o Ministro dos Negócios Estrangeiros britânico Robin Cook, que a distinguiu com o Escudo da Câmara dos Comuns. Em Fevereiro de 2000, Shankar tornou-se a primeira mulher a atuar no The Ramakrishna Centre em Calcutá. A Indian Television Academy, a Asmi, e o “India Times” escolheram-na como uma das quatro Mulheres do Ano em 2003. Em 2004, foi nomeada como um dos vinte Heróis Asiáticos pela edição indiana da revista Time
O seu álbum “Rise” foi nomeado para um Grammy na categoria de Melhor Álbum Contemporâneo de World Music. Anoushka também se tornou na primeira mulher a actuar nos Grammy Awards ao tocar durante a cerimónia da 48ª edição, antes da transmissão televisiva.
Tocou sitar no Concert for George, um concerto em memória de George Harrison no primeiro aniversário da sua morte. O concerto deu-se no Royal Albert Hall em Londres a 29 de Novembro de 2002.
Shankar é uma ativista pelos direitos dos animais e membro do PETA, People for the Ethical Treatment of Animals (Pessoas pelo Tratamento Ético dos Animais). Ela e o seu pai apareceram numa pequena publicidade institucional contra o sofrimento dos animais. 
Anoushka, em colaboração com Karsh Kale, lançou um álbum intitulado “Breathing Under Water”, uma inserção do sitar no contexto da música electrónica. Vocalistas convidados incluem Norah Jones e Sting. O seu pai também atua num dueto de sitar com Anoushka. O álbum foi lançado em 28 de Agosto de 2007.
Anoushka gravou o seu penúltimo álbum em Madrid, Espanha. Lançado no outono de 2011, "Traveller" explora semelhanças e diferenças entre a música indiana clássica e o flamenco espanhol, e mostra os talentos de Shubha Mudgal, Tanmoy Bose, Pepe Habichuela, Sandra Carrasco e Duquende, entre outros.

## Discografia
- Anoushka (1998)
- Anourag (2000)
- Live at Carnegie Hall (2001)
- Rise (2005)
- Breathing Under Water (2007)
- Traveller (2011)
- Traces of You (2013)